# Chiesa di San Pietro Apostolo (Casalvolone)
La chiesa di San Pietro Apostolo è la parrocchiale di Casalvolone, in provincia e diocesi di Novara; fa parte dell'unità pastorale di Novara Sud-Ovest.

## Storia
La primitiva parrocchiale di Casalvolone fu la pieve di San Pietro, attestata a partire dal XII secolo e situata vicino al camposanto; in paese sorgeva invece una chiesa, avente il titolo di Santa Maria del Castello e menzionata per la prima volta nel 1133.
Nel 1797 iniziarono i lavori di rifacimento di questa chiesa, poi portati a compimento nel XIX secolo, in occasione dei quali, nel 1872, vennero aggiunte la navate laterali; nel 1881 si procedette alla ricostruzione della facciata su progetto di Ercole Marietti e il 15 marzo 1895 il vescovo di Novara Edoardo Pulciano celebrò la consacrazione.

## Descrizione

### Esterno
La facciata della chiesa, rivolta a sudest e scandita da paraste e colonne sorreggenti il frontone dentellato sopra il quale v'è una balaustra, presenta il portale maggiore, sormontato da un timpano curvilineo, una grande finestra e quattro nicchie ospitanti altrettante statue; ai lati si sviluppano due ali secondarie, in cui si aprono gli ingressi minori.
Ad alcuni metri dalla parrocchiale sorge il campanile a base quadrata, suddiviso in più registri; la cella presenta su ogni lato una monofora, affiancata da lesene sorreggenti dei frontoncini, ed è coronata dalla guglia piramidale.

### Interno
L'interno dell'edificio, la cui pianta è a croce latina, si compone di tre navate e del transetto; al termine dell'aula si sviluppa il presbiterio, chiuso a sua volta dall'abside poligonale.
Qui sono conservate diverse opere di pregio, tra le quali gli affreschi del Quattrocento anticamente collocati nella pieve e la pala raffigurante la Vergine del Rosario fra i Santi adorata dai confratelli, dipinta nel 1589 da Giuseppe Giovenone il Giovane.